# Котробай, Василий Онуфриевич
Василий Онуфриевич Котробай (13 июня 1919, Гольма, Херсонская губерния — 2 января 1995, Винница) — командир орудия 49-го гвардейского Рижского артиллерийского полка (23-я гвардейская стрелковая Дновско-Берлинская Краснознамённая дивизия, 12-й гвардейский стрелковый корпус, 3-я ударная армия, 1-й Белорусский фронт), гвардии старшина, участник Великой Отечественной войны, кавалер ордена Славы трёх степеней.

## Биография
Родился 13 июня 1919 года в селе Гольма ныне Балтского района Одесской области в семье крестьянина. Украинец. Окончил Балтский педагогический техникум в 1938 году. Был учителем неполной средней школы в селе Кронталь Григориопольского района (Молдавия).
В Красной Армии с 1939 года. В действующей армии — с 13 августа 1941 года. Воевал в составе Карельского, Северо-Западного, 2-го Прибалтийского, 3-го Прибалтийского и 1-го Белорусского фронтов.
Отличился в районе боевых действий у населённого пункта Меглецы (ныне деревня в Мошенском районе Новгородской области). Командир полка 29.10.1943 наградил Медалью «За отвагу»: 

Заместителя командира орудия 4-й батареи гвардии сержанта Котробай Василия Ануфриевича за то, что он находясь на фронте Великой Отечественной войны с августа месяца 1941 года в боях с врагом нашей Родины проявил мужество и отвагу, при выезде на открытую огневую позицию своё орудие точно наводил в цель и уничтожил несколько огневых точек противника и жилых землянок с солдатами. В бою ведёт себя смело, решительно и увлекает своих в выполнении стоящих боевых задач.— из приказа по 49-му гвардейскому артиллерийскому полку
Член ВКП(б)/КПСС с 1944 года.
7 сентября 1944 года в районе деревни Боярская (Белозерский район) гвардии сержант В. О. Котробай со своим расчётом вывел орудие на прямую наводку, подавил огонь двух пулемётов, двух артиллерийских орудий и уничтожил миномёт, чем обеспечил продвижение стрелковых подразделений и захват ними двух немецких орудий. В этом бою был ранен.
Приказом командира дивизии гвардии генерал-майора Шафаренко П. М. 2 октября 1944 года гвардии сержант Котробай Василий Онуфриевич награждён орденом Славы 3-й степени.
2 февраля 1945 года при отражении контратаки противника в районе 18 километров юго-восточнее города Ратцебург (Германия) он сам встал к орудию и в упор расстреливал немцев картечью. Его расчёт уничтожил до 20 вражеских солдат, а остальных вынудил отойти. В тот же день метким огнём разрушил вражеский наблюдательный пункт.
Приказом командующего армией № 025/н от 13 марта 1945 года гвардии сержант Котробай Василий Онуфриевич награждён орденом Славы 2-й степени.
В ходе Берлинской битвы, выдвинув орудие на прямую наводку, прикрывал наступление стрелковых подразделений. В уличных боях в Берлине расчёт Котробая В. О. вёл огонь по гитлеровцам, укрывшимся в домах, на чердаках, вывел из строя большое количество живой силы и боевой техники противника.
Указом Президиума Верховного Совета СССР от 15 мая 1946 года за образцовое выполнение заданий командования в боях с немецко-фашистскими захватчиками на завершающем этапе Великой Отечественной войны гвардии старшина Котробай Василий Онуфриевич награждён орденом Славы 1-й степени, став полным кавалером ордена Славы.
В 1945 году демобилизован. Жил в городе Винница, работал в органах охраны общественного порядка в Виннице. За образцовую службу в милиции награждённый тремя медалями. Майор внутренней службы.
Умер 2 января 1995 года. Похоронен на центральном кладбище города Винница.

## Награды
- Орден Отечественной войны I степени (11.03.1985)[5]
- Полный кавалер ордена Славы:
  - орден Славы I степени (15.05.1946)[6];
  - орден Славы II степени (13.3.1945)[7];
  - орден Славы III степени (2.10.1944)[8];
- медали, в том числе:
  - «За отвагу» (29.10.1943)[9]
  - «За оборону Ленинграда» (9.6.1945)
  - «В ознаменование 100-летия со дня рождения Владимира Ильича Ленина» (6 апреля 1970)
  - «За победу над Германией в Великой Отечественной войне 1941—1945 гг.» (9 мая 1945)[10]
  - «За освобождение Варшавы» (9.6.1945)
  - «За взятие Берлина» (9.5.1945)[11]
  - «20 лет Победы в Великой Отечественной войне 1941—1945 гг.» (7 мая 1965[12])
  - «30 лет Победы в Великой Отечественной войне 1941—1945 гг.»[13]
  - 40 лет Победы в Великой Отечественной войне 1941—1945 гг.[14]
  - «50 лет Вооружённых Сил СССР» (26 декабря 1967[15])
- Знак «25 лет победы в Великой Отечественной войне» (1970)

## Память
- На могиле установлен надгробный памятник
- Его имя увековечено в Главном Храме Вооружённых сил России, и навсегда запечатлено на мемориале «Дорога памяти»